# Вільяескуса-ла-Сомбрія
Вільяескуса-ла-Сомбрія (ісп. Villaescusa la Sombría) — муніципалітет в Іспанії, у складі автономної спільноти Кастилія-і-Леон, у провінції Бургос. Населення — 63 особи (2010).
Муніципалітет розташований на відстані близько 220 км на північ від Мадрида, 23 км на схід від Бургоса.
На території муніципалітету розташовані такі населені пункти: (дані про населення за 2010 рік)
- Кінтанілья-дель-Монте-ен-Хуаррос: 7 осіб
- Вільяескуса-ла-Солана: 31 особа
- Вільяескуса-ла-Сомбрія: 25 осіб

## Демографія
Динаміка населення (INE ):